# Сирий бензол
Сирий бензол (рос. “сырой бензол“, англ. “crude benzene“, нім. “ungereinigtes Benzol“ n) – продукт високотемпературного коксування (ВТК). Являє собою суміш пароподібних органічних сполук, що утворюються при ВТК і не конденсуються з газу зі смолою. У виробничих умовах їх витягують з газу сорбцією спеціальними кам’яновугільними або нафтовими маслами, а іноді активованим вугіллям або шляхом виморожування. По суті "сирий бензол" є леткою частиною легкої фракції кам’яновугільної смоли, його компоненти увійшли б у неї при більш глибокому охолоджуванні. Головними компонентами "сирого бензолу" є одноядерні ароматичні сполуки – бензол (до 70%) і його метиловані гомологи: толуол (8-20%), ксилоли (2-5%) і ін. 